# 伊凡大帝钟楼
伊凡大帝钟楼（羅馬化：Kolokolnya Ivana Velikogo）是莫斯科克里姆林宫最高的塔楼，高81米。

## 历史
它建于1508年，为大教堂广场上的三座东正教大教堂：圣母升天大教堂、天使长大教堂和圣母领报大教堂而建，它们都没有自己的钟楼。据说它标志着莫斯科的地理中心。